# Elster (Elbe)
Elster (Elbe) este un sat și fostă comună din landul Saxonia-Anhalt, Germania, situat în districtul Wittenberg. De la 1 ianuarie 2011 face parte din orașul Zahna-Elster. Din 2005 până în 2011 a aparținut de municipalitatea Elbaue-Fläming, iar înainte de 2005 aparținea de comunitatea administrativă Elster-Seyda-Klöden.